# Claës Weinar
Claës Axel Ivan Weinar, född 25 juni 1945 i Brännkyrka församling, Stockholm, är en svensk skådespelare.

## Biografi
Utbildad vid Calle Flygare Teaterskola i Stockholm 1968-70, men började med teater redan i de yngre tonåren. Han har spelat Oliver Twist på Oscarsteatern och gestaltade piccolon i Vita Hästen. Som medlem i Berns Barn fick han medverka i Povel Ramels show Karamellodier 1972, samma år kom han till Östgötateatern där han varit anställd sedan dess. Bland produktionerna på Östgötateatern där Claës medverkat kan nämnas bl.a. Hamlet, Spindelkvinnans kyss, Kom igen Charlie, Min fru går igen, Gasljus och Samtal efter en begravning. Han har även arbetat med radio- och TV-produktioner.
Är även anlitad som auktionsutropare i Östergötland.

## Filmografi
- 1970 - Revy (TV)
- 1978 - Småstadsbor (TV)
- 1981 - I våras

## Teater

### Roller (ej komplett)
| År   | Roll                        | Produktion                                                              | Regi                 | Teater                           |
| ---- | --------------------------- | ----------------------------------------------------------------------- | -------------------- | -------------------------------- |
| 1972 |                             | West Side Story Arthur Laurents, Leonard Bernstein och Stephen Sondheim | John Zacharias       | Norrköping-Linköping stadsteater |
| 1972 |                             | Vägen till Kanaan Rudolf Värnlund                                       | Lars Gerhard Norberg | Norrköping-Linköping stadsteater |
| 1973 |                             | Ett Amnesty-spel Kerttu Thoren och ensemblen                            | Kerttu Thoren        | Norrköping-Linköping stadsteater |
| 1973 | Clas Fredrik Horn af Åminne | Gustav III August Strindberg                                            | Mimi Pollak          | Norrköping-Linköping stadsteater |
| 1973 | Emile                       | Brott och brott August Strindberg                                       | John Zacharias       | Norrköping-Linköping stadsteater |
| 1973 |                             | Kungens rosor Bertil Norström och Lars Gerhard Norberg                  | Lars Gerhard Norberg | Norrköping-Linköping stadsteater |
| 1974 | Henrik Egerman              | Sommarnattens leende Stephen Sondheim och Hugh Wheeler                  | Torsten Sjöholm      | Norrköping-Linköping stadsteater |
| 1974 |                             | Som smort Johan Bargum och Henrik Otto Donner                           | John Zacharias       | Norrköping-Linköping stadsteater |
| 1974 |                             | Drömmen om Balder Kaj Nissen                                            | Mårten Harrie        | Norrköping-Linköping stadsteater |
| 1975 |                             | Loranga, Loranga Barbro Lindgren                                        | Lars Broling         | Norrköping-Linköping stadsteater |
| 1975 |                             | Föräldrarna Lilla Klaragruppen och Gunnar Edander                       | Göran Sarring        | Norrköping-Linköping stadsteater |
| 1975 | Klaudio                     | Mycket väsen för ingenting William Shakespeare                          | Hans Elfvin          | Norrköping-Linköping stadsteater |
| 1975 |                             | Predikare-Lena Tore Zetterholm                                          | Lars Gerhard Norberg | Norrköping-Linköping stadsteater |
| 1976 | Aaron                       | Chicago Fred Ebb, Bob Fosse och John Kander                             | Torsten Sjöholm      | Norrköping-Linköping stadsteater |
| 1976 |                             | Småstadsbor August von Kotzebue                                         | Bertil Norström      | Norrköping-Linköping stadsteater |
| 1976 |                             | Meningen med föreningen Ensemblen vid Västernorrlands Regionteater      | Lars Broling         | Norrköping-Linköping stadsteater |
| 1976 | Yang Sun                    | Den goda människan från Sezuan Bertolt Brecht och Paul Dessau           | Lars Gerhard Norberg | Norrköping-Linköping stadsteater |
| 1977 | Benvolio                    | Romeo och Julia William Shakespeare                                     | Hans Elfvin          | Norrköping-Linköping stadsteater |
| 1977 |                             | Gluntarne Gunnar Wennerberg                                             | Svend Bunch          | Norrköping-Linköping stadsteater |
| 2003 | Överste Henry               | Dreyfus Magnus Dahlström                                                | Claes Lundberg       | Östgötateatern                   |
| 2004 | Plåtmannen/ Hickory         | Trollkarlen från Oz (The Wizard of Oz) L. Frank Baum                    | Hans Wigren          | Östgötateatern                   |
| 2007 |                             | Motortown Simon Stephens                                                | Tereza Andersson     | Östgötateatern                   |